# Isle of Dogs (film)
Isle of Dogs (犬ヶ島 Inugashima?) är en amerikansk-tysk stop motion-animerad science fiction-dramakomedifilm från 2018 skriven, producerad och regisserad av Wes Anderson. Filmens karaktärer röstskådespelas av Bryan Cranston, Edward Norton, Bill Murray, Jeff Goldblum, Bob Balaban, Greta Gerwig, Frances McDormand, Courtney B. Vance, Fisher Stevens, Harvey Keitel, Liev Schreiber, Scarlett Johansson, Tilda Swinton, F. Murray Abraham, Frank Wood, Kunichi Nomura och Yoko Ono.
På Oscarsgalan 2019 nominerades Isle of Dogs för bästa animerade film och bästa filmmusik men förlorade mot Spider-Man: Into the Spider-Verse respektive Black Panther.

## Handling
Filmen utspelar sig i ett dystopiskt Japan, där den 12-årige Atari Kobayashi arbetar för den korrupte borgmästaren i Megasaki City. Till följd av en hundinfluensa blir stadens hundar utskickade till Trash Island utanför staden. Ataris vakthund Spots är en av dessa hundar, och Atari tar saken i egna händer och använder sitt miniatyrplan för att flyga till ön och leta efter sin hund.

## Rollista
- Bryan Cranston − Chief[5]
- Koyu Rankin − Atari Kobayashi[5]
- Edward Norton − Rex[5]
- Bob Balaban − King[5]
- Jeff Goldblum − Duke[5]
- Bill Murray − Boss[5]
- Kunichi Nomura − Borgmästare Kenji Kobayashi[7]
- Akira Takayama − Major Domo[5]
- Greta Gerwig − Tracy Walker[5]
- Frances McDormand − Tolken Nelson[5]
- Akira Ito − Professor Watanabe[5]
- Scarlett Johansson − Nutmeg[7]
- Harvey Keitel − Gondo[5]
- F. Murray Abraham − Jupiter[5]
- Yoko Ono − Vetenskapskvinnan Yoko Ono[5]
- Tilda Swinton − Oracle[5]
- Ken Watanabe − Huvudkirurg[5]
- Mari Natsuki − Auntie[5]
- Fisher Stevens − Scrap[5]
- Nijiro Murakami − Redaktör Hiroshi[5]
- Liev Schreiber − Spots[5]
- Courtney B. Vance − Berättaren[7]
- Yojiro Noda − Nyhetsankare[8]
- Frank Wood − Översättningsmaskin[8]
- Roman Coppola − Igor
- Anjelica Huston − Mute Poodle
- Kara Hayward − Peppermint